# Économie de l'Indonésie
 (novembre 2016).
Si vous disposez d'ouvrages ou d'articles de référence ou si vous connaissez des sites web de qualité traitant du thème abordé ici, merci de compléter l'article en donnant les références utiles à sa vérifiabilité et en les liant à la section « Notes et références ».
L'Indonésie a une économie de marché dans laquelle intervient largement le gouvernement. On compte plus de 164 entreprises publiques et le gouvernement contrôle les prix de plusieurs produits de base comme le pétrole, le riz et l'électricité. L'Indonésie a de nombreux atouts avec d'importantes superficies agricoles, forestières et halieutiques.

## Histoire
Dans les années 1970, d'importantes découvertes pétrolières avaient fait de l'Indonésie un important producteur et exportateur de pétrole. La chute du prix du pétrole en 1986 contraint l'Indonésie à appliquer les recommandations de la Banque mondiale et du FMI : développement d'industries d'exportation, réduction des dépenses de l'État, déréglementation du secteur financier, privatisation. Le gouvernement encourage par une nouvelle loi l'investissement privé dans les industries d'exportation et les ouvre à l'investissement étranger. Une série de mesures déréglemente le secteur bancaire et met fin à de nombreux monopoles. Cette libéralisation produit un boom de l'investissement étranger, notamment dans les industries d'exportation. La part des produits manufacturés dans les recettes d'exportation de l'Indonésie bondit de 18 % en 1986 à 52 % en 1994. Inversement le pétrole, qui en 1980 représentait 80 % des exportations, ne représente plus que 15 % en 1998. Le pays est d'ailleurs devenu importateur net de pétrole en 2005.
La crise financière asiatique de 1997 a entraîné une grave crise économique en Indonésie, qui s'est traduite par une chute de 13,1 % du PIB en 1998. En 1999, année des premières élections démocratiques depuis 1955, l'économie retrouve un taux de croissance légèrement positif de 0,9 %. Entre 1999 et 2003, la croissance annuelle moyenne du PIB est de 3,3 %, alors qu'elle est de 4,8 % en Malaisie, de 4,7 % en Thaïlande et de 4 % aux Philippines. Susilo Bambang Yudhoyono est élu en 2004. Cette année-là, l'économie affiche une croissance de 5,1 %. L'estimation pour 2005 est de 5,4 %. L'Indonésie semble avoir renoué avec une certaine croissance mais n'a pas encore retrouvé les taux des années 1990.
En 2005, le produit intérieur brut (PIB) indonésien par tête d'habitant, exprimé en parité de pouvoir d'achat (PPP ou Purchase Power Parity, qui tient compte du pouvoir d'achat local pour 1 $), était de 3 700 $, ce qui place l'Indonésie dans la catégorie des pays à revenu moyen. Le PIB se décomposait comme suit : agriculture 14,7 %, industrie 30,6 %, services 54,6 %. La comparaison, d'une part avec la Malaisie, pays en voie d'industrialisation où l'agriculture contribue pour 7,2 % au PIB, l'industrie 33,3 % et les services 59,5 %, d'autre part avec la Corée du Sud, pays membre de l'OCDE où l'agriculture représente 3,8 %, l'industrie 41,4 % et les services 54,8 %, montre que l'Indonésie appartient bien à la catégorie des pays en voie d'industrialisation.
L'oligarchie née sous le régime de l'Ordre nouveau s'approprie l'essentiel des fruits de la solide croissance économique indonésienne. En 2017, un rapport d'Oxfam situe l'Indonésie au sixième rang des pays les plus inégalitaires ;  les 1 % les plus fortunés détiennent 49 % des richesses. À travers le contrôle des médias et le financement des partis, ces oligarques exercent une influence considérable sur la vie politique.

## Secteur primaire: agriculture, pêche, mines

### Agriculture

#### Huile de palme
Sous la dictature du général Suharto, le palmier à huile, originaire d'Afrique, est introduit en Indonésie et les hommes d'affaires ont les mains libres pour procéder à des activités de déforestation. Cette déforestation s’accélère à partir des années 1990 ; certains gouverneurs locaux ont ainsi accordé des permis à des industriels contre des pots-de-vin
Pour Amnesty International, plusieurs multinationales implantées dans le pays, parmi lesquelles Wilmar, Nestlé ou encore Unilever, se rendent coupables de « violations des droits humains ». L'ONG dénonce la présence d'enfants de moins d'une dizaine d'années dans les plantations d'huile de palme qui effectuent un travail physiquement éprouvant et dangereux, des conditions de travail dangereuses en raison de l'absence d’équipements de travail adaptés, des salaires très bas pour les ouvriers et parfois en dessous du salaire minimum, des objectifs de rendement « ridiculement élevés » assortis de sanctions pour ceux qui ne les atteignent pas, et la précarité dans laquelle les travailleurs sont maintenus, sans retraite ni assurance maladie.

### Mines et hydrocarbures
Les réserves prouvées récupérables de charbon de l'Indonésie étaient estimées par l'Agence fédérale allemande pour les sciences de la terre et les matières premières (BGR) à 24,06 Gt (milliards de tonnes) fin 2020, au 8e rang mondial derrière les États-Unis, la Chine, l'Inde, l'Australie, et celles de lignite) à 14,75 Gt, au 5e rang mondial. Au total, ces réserves atteignent 766 EJ, soit 3,4 % des réserves mondiales, au 7e rang derrière les États-Unis (25,8 %), la Chine (15,5 %), la Russie (12,5 %), l'Australie (12,1 %), l'Inde (12,0 %) et l'Ukraine (3,7 %). Elles représentent 51 ans de production au rythme de 2021.
L’Indonésie est le premier pays au monde pour ses réserves de nickel.

## Commerce extérieur
La Chine, qui depuis son ouverture économique initiée dans les années 1980 par Deng Xiaoping connaît un boom économique extraordinaire, est désormais un concurrent direct pour plusieurs grandes exportations de l’Indonésie comme les textiles et les vêtements. Le pays a perdu en compétitivité dans les exportations des industries de main d’œuvre comme le vêtement et la chaussure. Le gouvernement du président Susilo Bambang Yudhoyono déclare qu'il veut soutenir les exportateurs, rendre la réglementation plus claire et accroître la compétitivité des industries indonésiennes.
Les principaux partenaires commerciaux de l'Indonésie sont le Japon, les États-Unis et Singapour. Toutefois, prise dans son ensemble, l'Union Européenne est le deuxième partenaire commercial de l'Indonésie. Il faut également noter la montée en puissance de la Chine. L'Indonésie fait partie de la Coopération économique pour l'Asie-Pacifique (APEC).

## Tourisme
Le tourisme est également une source importante de revenu pour le pays. Comme pour le PIB, 1998 s'est traduit par une chute de 11,2 % des arrivées de visiteurs étrangers en Indonésie. De 1999 à 2001, le tourisme indonésien renoue avec une timide croissance du nombre d'arrivées d'un peu moins de 4 % par an. Les attentats de Bali en 2002 et de Jakarta en 2003 ont une conséquence catastrophique attendue : le nombre d'arrivées chute de respectivement 2,3 % pour 2002 et 11,3 % pour 2003. 2004 a vu une croissance de plus de 19 %. Les catastrophes naturelles et la grippe aviaire ont quelque peu affecté les résultats de 2005. En 2009, L'Indonésie a accueilli 6 452 259 de touristes, ce qui a fait 6 302,50 millions de dollars US de recette.

## Salaires
Pour les syndicats, en raison de l'absence de loi contraignante, le salaire minimum est souvent aussi devenu un salaire maximum pour les ouvriers.

## Réseaux et transport
Les routes, les ports, les aéroports, l'électricité, l'eau souffrent de sous-investissement et atteignent leur limite. Cinquante millions d'Indonésiens n'ont toujours pas accès à de l'eau traitée, 90 millions à l'électricité, 200 millions n'ont pas de téléphone fixe, 210 millions ne sont pas reliés à un réseau d'égout, sur une population de 225 millions. Le transport comprend l'autobus, le taxi, le train, les compagnies aériennes, les voies navigables. Il n'y a pas beaucoup de transport en commun, mais il est facilement disponible. Le transport en commun inclut des trains, des bus et des taxis. Le train est un des modes de transport les plus utilisés et les moins coûteux. Toutes les grandes villes et îles de l'Indonésie sont raccordées par les trains. Quelques trains sont très lugubres et sont encombrés par les passagers.

## Sécurité
Le président Yudhoyono a fait de la lutte contre la corruption et contre le terrorisme ses deux priorités. Depuis 2004, un certain nombre d'anciens ministres et hauts fonctionnaires sont en jugement ou ont été condamnés à des peines de prison pour corruption, mais l'administration et la police restent minées par la corruption. 

## Investissement
Pour l'instant, la croissance économique indonésienne est essentiellement dû à la consommation. L'investissement, notamment étranger, est à la traîne. Le principal défi pour l'Indonésie est de convaincre les investisseurs étrangers de revenir dans le pays. Une enquête menée conjointement par la Banque asiatique de développement et la Banque mondiale en 2003 a identifié trois sujets principaux de préoccupations chez les entreprises étrangères :
1. l'instabilité macroéconomique ;
2. l'incertitude en matière de politique économique et de réglementation ;
3. la corruption.

Début 2006, des hommes d'affaires américains regroupés dans le US-ASEAN Business Council ont déclaré que le climat d'investissement en Indonésie s'était amélioré, que le gouvernement indonésien avait pris des décisions importantes en ce sens et que le moment était opportun pour investir en Indonésie. 